# Операція «Пікакс-гендл»
Операція «Пікакс-Гендл» (англ. Pickaxe-Handle, пушту Lastay Kulang) — військова операція, що проводилась з 30 травня по 14 червня 2007 року збройними силами Великої Британії під керівництвом НАТО в афганській провінції Гільменд. Вона стала продовженням операції «Ахіллес», яка закінчилася в той самий день. Назва в перекладі з англійської мови означає «Держак кайла».

## Операція
30 травня 2007, близько 4:00 за місцевим часом, війська МССБ (ISAF) і Афганської національної армії почали операцію біля поселення Каджаки Софла. Це місце знаходиться за десять кілометрів на південний захід від міста Каджакі. Метою операції було позбутися бойовиків Талібану, які створювали загрозу для безпеки та стабільності в місті Сангін.
Військові провели нічний авіаційний штурм на позиції бойовиків Талібану. Однак, один з вертольотів Боїнг CH-47 «Чінук», який брав участь у штурмі, був збитий з РПГ-7. Наслідком стала загибель п'яти американців, британця і канадця, які перебували на борту.

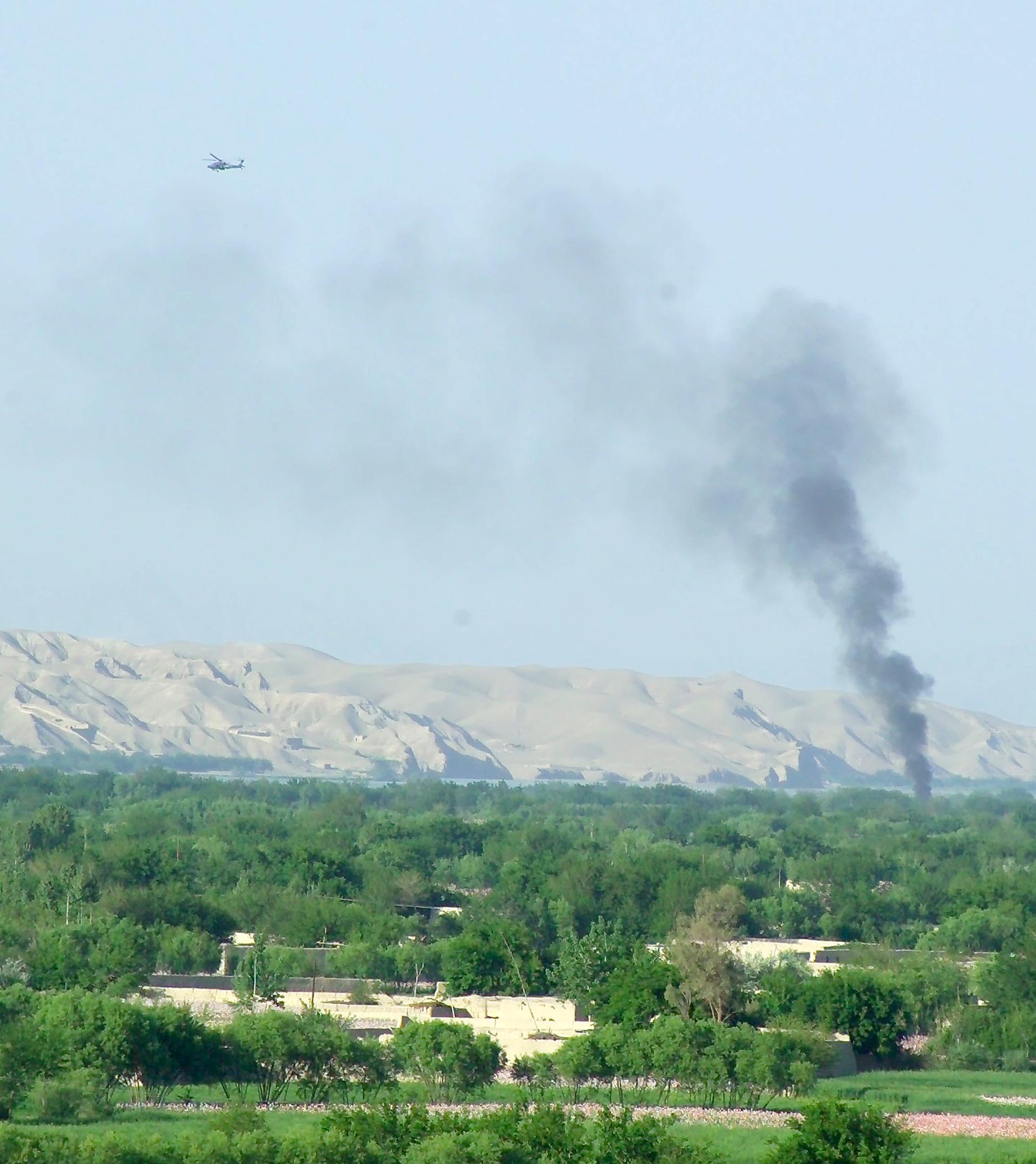
м. Сангін під час бою між військами НАТО і талібами в 2007 р.

2 червня НАТО повідомило про оточення кількох угрупувань бойовиків Талібану.
5 червня перестрілка і повітряна підтримка знищили близько двох десятків талібів на півдні Афганістану.
Понад 80 бойовиків Талібану можливо потонули на початку червня, коли на саморобних човнах намагалися перетнути річку Гільменд, але затонули. Гелікоптери НАТО повідомили про це.
6 червня британський солдат був застрелений в перестрілці з талібами на північний схід від міста. Герешк. Інший солдат НАТО був убитий на півдні того ж дня.
8 червня під час перестрілки і авіаудару на півдні Афганістану були вбиті та поранені 30 талібів, повідомило Міністерство оборони.

## Наслідки
Прес-секретар НАТО заявив, що операцію було проведено успішно, м. Сангін і м. Герешк очистили, а район Каджакі застраховано від бойовиків Талібану.
З іншого боку бойовики стверджують, що вони як і раніше контролюють більшу частину Каджакі та деякі з районів м. Сангін. Підтвердили місцеві жителі, які скаржаться, що таліби повернулися щойно війська НАТО і АНА залишили ці райони.